# Sveti Duh (gmina Bloke)
Sveti Duh – wieś w Słowenii, w gminie Bloke. W 2018 roku liczyła 16 mieszkańców.